# Wallpaper Engine
Wallpaper Engine (укр. Двигун шпалер) — програмне забезпечення для операційної системи Windows, що дозволяє користувачам використовувати та створювати анімовані шпалери.
Шпалери передаються через функцію Steam Workshop, що доступна в Steam. Програма має в собі вбудований редактор, що дозволяє створювати 2D і 3D шпалери.

## Історія
Вперше пропозиція створення такого додатку була додана до Steam Greenlight у грудні 2015 року. У жовтні 2016 додаток був випущений в Steam як платна програма у ранньому доступі.
У листопаді 2018 року програма вийшла з раннього доступу та була повноцінно випущена у Steam.